# Gotthard Sundmark
Gotthard Harald Sundmark, född 5 mars 1898 i Borgsjö församling, Västernorrlands län, död 8 mars 1952 i Trollhättan, var en svensk ingenjör och målare.
Efter utbildning i smide och verkstadsarbete studerade Sundmark vid Tekniska skolan i Mariannelund och anställdes därefter vid Nydqvist & Holm AB i Trollhättan 1923 där han blev kvar fram till sin död 1952. Han blev slutligen företagsingenjör och chef för företagets byggnadsavdelning. Vid sidan av sitt arbete var han verksam som konstnär och hans motivval var ofta lok som producerades vid företaget och hans målning NOHAB-lokomotiv på Transiranska järnvägslinjen reproducerades i bildalmanackan Ikaros 1942. Sundmark är representerad vid Nydqvist & Holm AB.